# Jakartovice
Jakartovice (Duits: Eckersdorf) is een Tsjechische gemeente in de regio Moravië-Silezië, en maakt deel uit van het district Opava. Jakartovice telt 1110 inwoners (2023). De gemeente ligt op de grens tussen Tsjechisch Silezië en Moravië.

## Geschiedenis
- 1250 – De eerste schriftelijke vermelding van Jakartovice.